# Carex benkei
Carex benkei là một loài thực vật có hoa trong họ Cói. Loài này được Tak.Shimizu mô tả khoa học đầu tiên năm 2009.